# Vétroz
Vétroz – miejscowość i gmina (commune) w południowej Szwajcarii, w kantonie Valais, w okręgu (district) Conthey. Leży nad Rodanem oraz rzeką Lizerne. 

## Demografia
W Vétroz mieszka 6 460 osób. W 2021 roku 24,5% populacji gminy stanowiły osoby urodzone poza Szwajcarią. 

## Współpraca
Miejscowość partnerska:
- Beaumont-lès-Valence, Francja

## Transport
Przez teren gminy przebiega autostrada A9